# Shoista Mullojonova
Shoista Mullojonova (en tayiko: Шоиста Муллоҷонова; en persa: شایسته ملاجان‌آوا‎, en ruso: Шоиста Муллоджанова:
Dusambé, 3 de septiembre de 1925 – Nueva York, 26 de junio de 2010), nacida Shushana Rubinovna Mullodzhanova, fue una renombrada cantante de shashmaqam bujori nacida en Tayikistán. Con más de siete décadas de carrera musical, desde 1941 hasta su muerte en 2010, Mullojonova es considerada la fundadora de la música tayika contemporánea y ha sido a menudo referido como la "Reina del Shashmaqam", "Hija de Tayikistán" y "Ruiseñor del Este".

## Primeros años
Mullojonova nació en Dusambé, República Socialista Soviética de Tayikistán en una familia de judíos de Bujará. Su madre, Sivyo Davydova, era nativa de Samarcanda y su padre, Rubin Mullodzhanov, era originalmente de Bujará. Su familia pertenece a la tribu aristrocrática Levita que cantaba en el Templo de Jerusalén. Ya de adulta, cambió su apellido de Mullodzhanova a Mullojonova en el Tayikistán soviético.
Creció en una familia de artistas (actores, cantantes, y músicos). En 1924, sus padres y hermanos mayores (Ribi, Levi, Ishokhor, Roshel, Zulai) se mudaron de Uzbekistán a Tayikistán, donde Shoista nació un año más tarde.[cita requerida] Aprendió a hablar fluidamente Bujori, un dialecto del idioma tayiko hablado por los judíos de Asia Central, y ruso. Su madre también fue cantante y la gran mayorpia de los miembros de su familia inmediata eran cantantes o músicos. Se graduó de la Escuela Pedagógica de Stalinabad para Mujeres en 1943 y estudió en el Conservatorio de Moscú de 1947 a 1953.

## Carrera
Shoista Mullojonova debutó artísticamente a la edad de 8 años, cuando cantó para un programa de radio en Dusambé. Durante el principio de su carrera, a principios de la década de 1940s,  formaba parte del ensamble Rubab de Tayikistán. Formando parte del ensamble, en 1945,  cantó en Irán para la familia real de Irán, la familia Pahlavi, incluyendo al monarca Reza Shah, y para la audiencia iraní en general en bujori, que es mutuamente inteligible con el farsi. Recibió el título de Artista Honoraria de Tayikistán a la edad de 20.
A mediados de la década de 1940, Mullojonova rompió con el ensamble y empezó una carrera como solista. En mayo de 1945, al concluir la Gran Guerra Patriótica de la Unión Soviética,  cantó la canción en ruso y tayik "Idi Zafar" (Fiesta de Victoria) en la Radio Estatal Tayika en Stalinabad, en honor al Día de la Victoria sobre la Alemania Nazi.  Después de graduarse cum laude en el Conservatorio de Moscú en 1953,  actuó en el Teatro Aini para Ópera y Ballet. Los roles que interpretó con la öpera incluyeron a Mahin en Tohir va Zuhro (Tohir y Zuhro) de A. Lenskii; Gulizor en Shurishi Vose (El Levantamiento de Vose) de S. Balasanian; Marfa en Arusi Shoh (La Novia del Rey) por Nikolái Rimski-Kórsakov, y otros.
A través de los años, interpretó shashmaqam en escenarios de Asia Central, Oriente Medio y la Unión Soviética. Fue condecorada como "Artista del Pueblo de Tayikistán" en 1957 y "Artista Honoraria de la URSS". De mediados de la década de 1950 a mediados de la década de 1970, fue la solista de la Orquesta Filarmónica de Tayikistán. Mullojonova interpretó melodías de todas las demás repúblicas soviéticas y de otras naciones orientales, siempre prefiriendo la música tayika y oriental en general. En 1975,  fue designada instructor sénior en el Instituto de Arte Estatal de Tayikistán. En la década de 1980, Mullojonova fue conocida como la Reina de la Música Tayika.

## Vida personal
Shoista Mullojonova estuvo casada con Efrem Haritonovich Benyaev desde 1946 hasta su muerte en 1999. Tuvieron tres hijos: Anna (empresaria residente en Queens, Nueva York), Negmat (PhD, residente en Moscú y propietario de la empresa de productos médicos Medtehmarket), y Sofía (Médico, residente en Viena).
En 1991, Shoista y su familia se mudaron de Asia Central a los Estados Unidos debido a la disolución de la Unión Soviética y el inicio de la guerra civil y aumento del fundamentalismo islámico en Tayikistán. La familia se asentó en Forest Hills, Nueva York.
Después de emigrar a Nueva York, Shoista se unió al Bukharan Shashmaqam Ensemble, fundado por Fatima Kuinova, también recipiente de la condecoración "Artista Honoraria de Tayikistán" y más adelante al ensamble "Maqom" fundado por Ilyas Malayev, "Artista Honorario de Uzbekistán". Después del fallecimiento de su marido, Efrem Haritonovitch Benyaev, dedicó un álbum "I'm singing for you", en su memoria. En septiembre de 2005, en Forest Hills High School, Shoista cantó para una audiencia que vino para celebrar con ella su 80.º cumpleaños, incluyendo al alcalde de la Ciudad de Nueva York, Michael Bloomberg, el gobernador George Pataki, el presidente Emomalii Rahmon de Tayikistán, y Boris Kandov, Presidente del Congreso Judío Bújaro de EE. UU. y Canadá. [cita requerida]
Boris Kandov publicó una biografía sobre Shoista Mullojonova, titulada "Nacida para Cantar", escrito por el musicólogo y autor Rafael Nektalov,  así como preparó un documental sobre la cantante. En marzo de 2008, Shoista actuó en la ceremonia de los Golden Ilyas Awards cantando "Ey Dukhtari Nozanini Qadras" ("Hey, chica bonita, toda crecida", en persa) y recibió un premio. El concierto fue organizado en honor del poeta, músico y dramaturgo bújaro Ilyas Malayev.
En mayo de 2010, un mes antes de su muerte,  cantó en el Consulado General de Rusia en Nueva York, interpretando el clásico ruso/tajiko "Fiesta de Victoria" (Idi Zafar/Prazdnik Pobedy) en honor del 65º aniversario de la victoria soviética sobre el nazismo, y le fue otorgado un reconocimiento por haber participado en la guerra contra la Alemania Nazi durante la Gran Guerra Patriótica. Esta fue su canción más famosa, la cual cantó 65 años atrás, en la radio tayika el 9 de mayo de 1945, luego de anunciarse la victoria soviética sobre la Alemania Nazi.

## Muerte
El 26 de junio de 2010, Shoista Mullojonova falleció después de padecer un ataque de corazón en Forest Hills, Nueva York,  tres meses antes de su 85.º cumpleaños. De acuerdo con la ley judía, la cual requiere el entierro de un difunto inmediatamente después de su muerte, Mullojonova fue enterrada el día después su muerte en la sección bújara del Cementerio de Wellwood en Long Island, Nueva York, junto a su marido y familiares fallecidos. Apenas se tuvo noticias de su fallecimiento en Tayikistán el día siguiente, el presidente Emomalii Rahmon envió un mensaje personal expresando su pésame a los parientes de la cantante, y las embajadas Tayikas alrededor del mundo organizaron actos en su honor.

## Familia
Su sobrino, Yudik Mullodzhanov, es cantante, y su sobrina, Roza Mullodzhanova, ha sido reconocida recientemente como "Artista Honoraria de Tayikistán".

## Premios
Recibió muchos premios y títulos en su carrera, los cuales incluyen el "Artista del Pueblo de la República de Tayikistán" y "Artista Honoraria de la URSS". Además de ser Artista del Pueblo y Artista Honoraria, recibió la Orden de Lenin, la Orden de la Guerra Patria, la Orden de la Bandera Roja del Trabajo, dos Órdenes de la Insignia de Honor, cuatro medallas (incluyendo la Medalla "Por la Victoria sobre Alemania en la Gran Guerra Patria 1941–1945"), y la Orden Honoraria del Presídium del Sóviet Supremo de Tayikistán y otras repúblicas.